# Которович Мирослава Богодарівна
Которович Мирослава Богодарівна (нар. 1 листопада 1974, м. Київ) — українська скрипалька,  заслужена артистка України, старший викладач кафедри скрипки Національної музичної академії України.

## Біографія
Народилася в сім'ї видатного українського скрипаля Богодара Которовича та арфістки Наталії Кметь.
Навчалася в Київській середній спеціалізованій музичній школі ім. М. В. Лисенка у педагогів П. Бондаса та Я. Рівняк. За роки занять у класі, а потім аспірантурі професора Національної музичної академії України Б. А. Которовича Мирослава отримала Гран-Прі на міжнародному конкурсі «Золота осінь» (м. Хмельницький), брала участь у майстер-класах славетних педагогів М. Яшвілі(рос.) (Польща), Р. Річчі(англ.) і Т. Цейтмайєра(англ.) (м. Зальцбург, Австрія). Значний вплив на її творче становлення мали уроки з Б. Потєєнко. Була стипендіатом «Моцарт-Академії» (м. Краків, Польща).
У 1993 року стала солісткою НАС «Київська Камерата». Під керівництвом диригента В. Балея (США) брала участь у записі авторського диску композитора Є. Станковича.
Починаючи з 1998 року, Мирослава гастролює в багатьох країнах світу у складі камерного оркестру «Кремерата Балтика»(рос.), засновником і керівником якого є видатний скрипаль Ґідон Кремер. В рамках цього проєкту також грала концерти камерної музики з відомими музикантами на фестивалях в Австрії та Швейцарії.
Мирослава Которович — автор циклу музично-театральних проєктів у жанрі музичні новели («Роль для скрипки», «Сотворіння», «Скрипкові капризи», «Сходами», «Намисто з дитячих мрій» та ін.), про один із яких у 2000 році було знято фільм у циклі передач «Варіації на тему», а проєкт «Сотворіння» втілився в однойменний сольний CD-диск.
У 2004 році вона брала активну участь у міжнародному проєкті BRITTEN FESTIVAL KYIV 2004. Разом із відомим режисером В. Вовкуном Мирослава працювала над постановкою концертно-театральної версії «Воєнного реквієму Бріттена»(англ.).
Виступає як солістка з багатьма оркестрами України, має сольні виступи за кордоном. Мирослава Которович викладає в Національній музичній академії України імені П. І. Чайковського. В молодого педагога вже є значні перемоги, остання з яких — звання лауреата Всеукраїнського конкурсу скрипалів у Львові (листопад, 2008) в її вихованиці.
З її ініціативи вперше за історію музичної академії скрипкова кафедра отримала свій власний зал. У співпраці з батьком в 2005 році нею був започаткований цикл студентських зустрічей та концертів під назвою «Violino solo».
В ДКА «Київські солісти» працює з 2001 року. З 2003 року — концертмейстер ансамблю «Київські солісти», з 2006 року — заступник художнього керівника з творчих питань ансамблю «Київські солісти». Вона автор аудіо-проєкту «Грають „Київські солісти“», в 2008 році вийшов перший диск серії «З романтичних часів».
Завдяки активності творчого життя Мирослава Которович має унікальну можливість постійно розширювати свій світогляд, збагачувати власне сприйняття музики, які разом з її дивовижною фантазією та природною обдарованістю актора дарують слухачеві нові незабутні враження.
Ще з батьком, Богодаром Которовичем, Мирослава започаткувала серію дисків «Київські солісти грають»: 2008-го побачив світ перший диск цієї серії «З романтичних часів».

16 вересня 2013 року утворила новий власний проєкт АртеХатта: Творча майстерня Мирослави Которович — Камерний ансамбль «АртеХатта».

## Премії та відзнаки
- Премія Глодоський скарб у 2011 році.